# Juin 2016 en sport
Pour des articles plus généraux, voir 2016 en sport et Juin 2016.

## Juin
- 1 au 5 : Championnats d'Europe de beach-volley à Bienne en Suisse.
- 1 au 11 : Coupe du monde de tir sportif à Saint-Marin.
- 2 : Ligue de diamant d'athlétisme - Meeting de Rome en Italie.
- 2 au 5 : Coupe des nations de saut d'obstacles à Saint-Gall en Suisse.
- 3 au 5 : 1re étape de la Coupe du monde de slalom de canoë-kayak à Ivrée en Italie.
- 3 au 5 : 3e étape de la Coupe du monde de course en ligne de canoë-kayak à Montemor au Portugal.
- 3 au 5 : Grand prix de fleuret d'escrime à Shanghai à Chine.
- 4 au 5 : 5e étape de la Coupe du monde de VTT à Fort Williams en Écosse.
- 4 au 5 : 1re étape des Seven's Grand Prix Series masculins de rugby à sept à Moscou en Russie.
- 5 : Ligue de diamant d'athlétisme - Meeting de Birmingham en Angleterre.
- 5 : UCI World Tour féminin de cyclisme sur route -  Philadelphia Cycling Classic aux États-Unis.
- 5 au 12 : UCI World Tour de cyclisme sur route - Critérium du Dauphiné en France.
- 6 au 12 : Coupe du monde de voile à Weymouth and Portland en Angleterre.
- 7 au 12 : Grand Chelem de Hambourg de beach-volley à Hambourg en Allemagne.
- 7 au 12 : Open d'Australie de badminton à Sydney en Australie.
- 7 au 12 : Ligue mondiale féminine de water-polo à Shanghai à Chine.
- 7 au 19 : Tournoi de qualification AOB de boxe pour les Jeux olympiques de Rio à Bakou en Azerbaïdjan.
- 9 : Ligue de diamant d'Athlétisme - Meeting d'Oslo en Norvège.
- 9 au 12 : LPGA Championship de golf à Sammamish aux États-Unis.
- 10 au 12 : 2e étape de la Coupe du monde de slalom de canoë-kayak à La Seu d'Urgell en Espagne.
- 10 au 10 juillet : 15e édition des championnats d'Europe de football en France.
- 11 au 12 : 6e étape de la Coupe du monde de VTT à Leogang en Autriche.
- 11 au 12 : Coupe du monde de lutte libre masculine à Los Angeles aux États-Unis.
- 11 au 12 : Séries mondiales de triathlon à Leeds en Angleterre.
- 11 au 19 : UCI World Tour de cyclisme sur route - Tour de Suisse en Suisse.
- 11 au 19 : Champions Trophy masculin de Hockey sur gazon en Argentine.
- 12 au 19 : 3e étape de la coupe du monde de tir à l'arc à Antalya en Turquie.
- 13 au 19 : Tournoi préolympique de basket-ball féminin.
- 14 au 19 : Grand Chelem de Pologne de beach-volley.
- 15 au 19 : UCI World Tour féminin de cyclisme sur route -  The Women's Tour au Royaume-Uni.
- 15 au 19 : Open du Japon de tennis de table à Tokyo.
- 16 : Ligue de diamant d'athlétisme - Meeting de Stockholm en Suède.
- 16 au 19 : 3e étape de la Coupe du monde de slalom de canoë-kayak à Pau en France.
- 16 au 19 : Luhmühlen Horse Trials - concours complet d'équitation à Luhmühlen en Allemagne.
- 16 au 19 : US Open de golf à Oakmont aux États-Unis.
- 17 au 19 : Coupe du monde d'aviron à Poznań en Pologne.
- 17 au 19 : Championnats d'Europe de gymnastique rythmique à Holon en Israël.
- 18 : Ligue de diamant d'athlétisme - Meeting de New-York aux États-Unis.
- 18 : 3e étape de la Coupe du monde de nage en eau libre à Balatonfüred en Hongrie.
- 18 au 19 : 24 heures du Mans en France.
- 18 au 26 : Champions Trophy féminin de Hockey sur gazon à Londres en Angleterre.
- 20 au 25 : Championnats d'Europe d'escrime à Torun en Pologne.
- 20 au 29 : Coupe du monde de tir sportif à Bakou en Azerbaïdjan.
- 21 au 26 : Ligue mondiale masculine de water-polo.
- 22 au 26 : Coupe des nations de dressage à Rotterdam aux Pays-Bas.
- 22 au 26 : Coupe des nations de saut d'obstacles à Saint-Gall aux Pays-Bas.
- 22 au 26 : Open de Corée du Sud de tennis de table à Incheon.
- 23 au 26 : Finale de la coupe d'Europe de beach-volley à Stavanger en Norvège.
- 24 au 26 : Coupe des nations de concours complet d'équitation à Strzegom en Pologne.
- 24 au 26 : Championnats d'Europe de course en ligne de canoë-kayak à Moscou en Russie.
- 25 au 26 : Tournoi Grand Prix de judo à Budapest en Hongrie.
- 27 au 10 juillet : Tournoi de Wimbledon de tennis à Londres en Angleterre.
- 28 au 3 juillet : Championnats du monde de cross country de VTT à Nové Město na Moravě en République tchèque.